# József Samassa

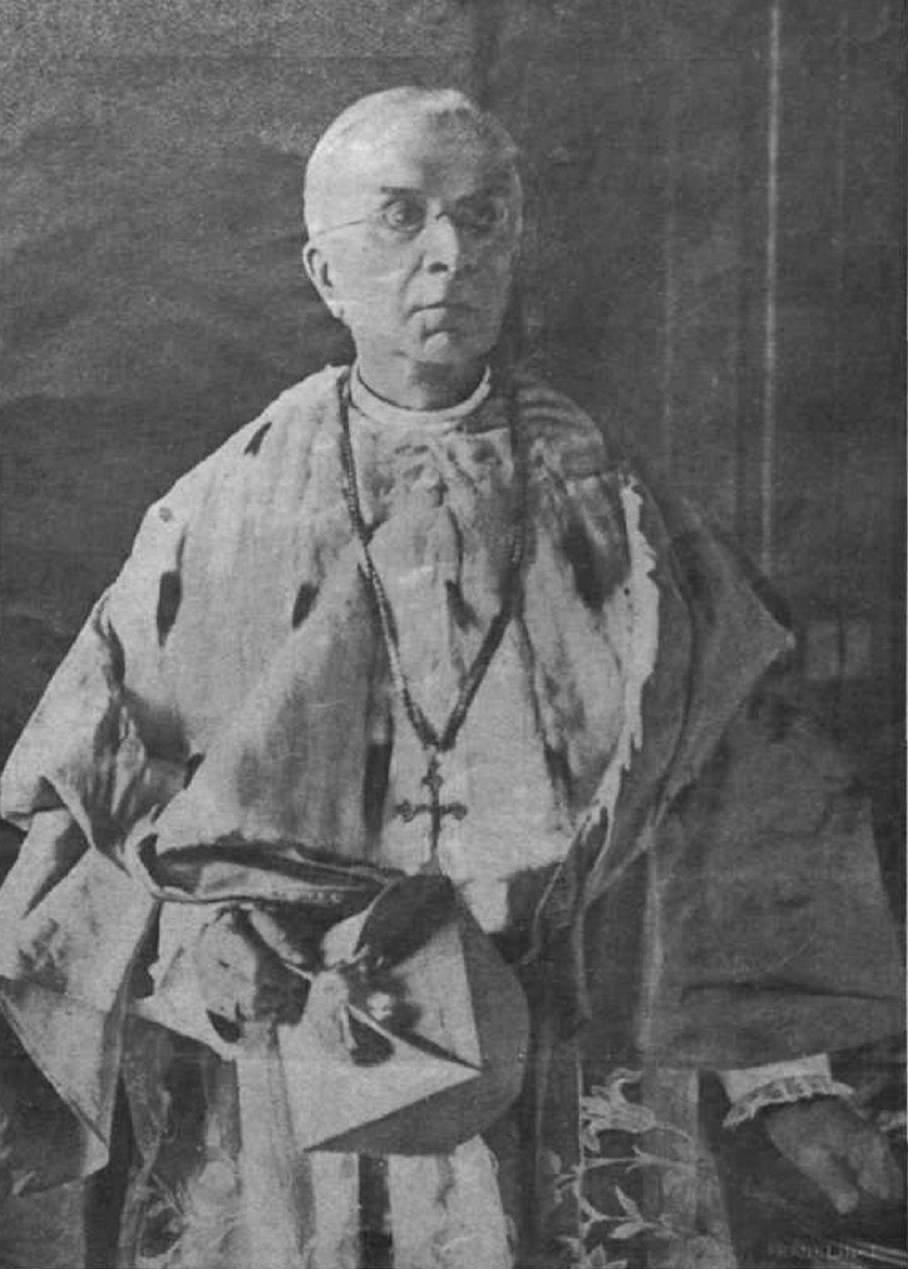
Jozef Kardinal Samassa (1912)

Wappen als Kardinal-Erzbischof von Eger (ab 1905)

József Kardinal Samassa (* 30. September 1828 in Goldmorawitz (ung. Aranyosmaróth), Königreich Ungarn, heute Slowakei; † 20. August 1912 in Eger) war ein ungarischer Geistlicher und Erzbischof von Eger.

## Leben
József Samassa studierte in Pressburg und Wien die Fächer Katholische Theologie und Philosophie und empfing am 23. Juli 1852 das Sakrament der Priesterweihe. Von 1852 bis 1855 unterrichtete er am Bischöflichen Gymnasium von Tyrnau (Nagyszombat). Von 1855 bis 1859 versah er die Aufgabe des Studienpräfekten am Priesterseminar von Budapest. Von 1859 bis 1861 dozierte er katholische Theologie am Seminar von Gran (Esztergom).
1862 promovierte er an der Universität Wien zum Doktor der Theologie und war anschließend bis 1867 ordentlicher Professor für Exegese des Neuen Testaments und Biblische Theologie an der Universität Budapest. 1869 wurde er Abgeordneter im Ungarischen Parlament und Berater des Kultus- und Erziehungsministers. Gleichzeitig übertrug man ihm die Leitung der Abtei St. Helena de Földovár.
1871 ernannte ihn Papst Pius IX. zum Bischof von Zips und 1873 zum Erzbischof von Eger. 1892 wurde ihm das Großkreuz des ungarischen Sankt Stephans-Ordens verliehen. Papst Pius X. nahm József Samassa 1905 als Kardinalpriester mit der Titelkirche San Marco in das Kardinalskollegium auf. József Samassa starb am 20. August 1912 in Eger und wurde in der dortigen Kathedrale beigesetzt.